# Margit Bara
Pour les articles homonymes, voir Bara.
Dans le nom hongrois Bara Margit, le nom de famille précède le prénom, mais cet article utilise l’ordre habituel en français Margit Bara, où le prénom précède le nom.
Margit Bara, née le 21 juin 1928 à Cluj (Roumanie) et morte le 25 octobre 2016 à Budapest (Hongrie), est une actrice hongroise de cinéma. Elle est apparue dans 25 films entre 1956 et 1975.

## Biographie
Margit Bara est née le 21 juin 1928 à Cluj, en Roumanie.
Elle a pris sa retraite en 1977 et a reçu l'ordre du Mérite hongrois en 1992 puis le Prix Kossuth en 2002.
Elle est décédée en 2016 des suites d’une longue maladie.

## Filmographie
Sauf indication contraire, les informations mentionnées dans cette section peuvent être confirmées par la base de données cinématographiques IMDb,  présente dans la section « Liens externes ».
- 1957 : Dani : Eszter
- 1957 : Fever : Takács Flóra
- 1957 : Un amour du dimanche (Bakaruhában) de Imre Fehér : Vilma
- 1958 : Ház a sziklák alatt : Zsuzsa
- 1958 : The Last Adventure of Don Juan : Lukács Kata
- 1958 : The Smugglers : Anyica
- 1958 : A tettes ismeretlen : Schneiderné
- 1959 : Poor Rich : Anica
- 1959 : A Few Steps to the Frontier : Szabó menyasszonya
- 1960 : Hosszú az út hazáig : Telcsné
- 1961 : Katonazene : Anna, la femme de Barlay
- 1961 : Shower : Patóné, Mari
- 1962 : Midnight Mass : Angela
- 1963 : Egy pár papucs : Edit
- 1963 : Párbeszéd : Szalkayné
- 1963 : Une rue comme il faut ou  Un Chalet confortable (Kertes házak utcája) de Tamás Fejér (en) : Panni, la femme de Máté
- 1964 : Evidence : Takácsné
- 1964 : Why Hungarian Films Are Bad : Hideg Alíz
- 1964 : Alouette ( (Pacsirta)) de László Ranódy : Dobáné
- 1966 : Un cerf-volant doré (Aranysárkány) de László Ranódy : Tante Flóri
- 1966 : Jours glacés (Hideg napok) de András Kovács : Rózsa Büky
- 1967 : Platonov szerelmei : Anna Petrovna
- 1967 : Édes és keserü : Kelemenné
- 1969 : Imposztorok : Anada grófnõ
- 1970 : N.N. a halál angyala : Adamkó Vera
- 1973 : Zrínyi (saison 1, épisode 1)
- 1974 : Gúnyos mosoly : Zizi
- 1974 : Kalandok és figurák : Emma
- 1975 : Jacob le menteur (Jakob, der Lügner) de Frank Beyer : Josefa
- 1976 : A fej
- 1978 : Megtörtént bünügyek : Iskolatársak voltak

## Distinctions et décorations
- 1967 : prix Béla Balázs, deuxième degré
- 1992 : Officier de l’ordre du Mérite hongrois[3]
- 2002 : Prix Kossuth

## Crédit d'auteurs
- (en) Cet article est partiellement ou en totalité issu de l’article de Wikipédia en anglais intitulé « Margit Bara » (voir la liste des auteurs).